# Ove Rosing Olsen
Ove Rosing Olsen (* 28. Juni 1950 in Sisimiut) ist ein grönländischer Politiker (Siumut) und Arzt.

## Leben
Ove Rosing Olsen ist der Sohn des Maschinisten Niels Olsen und der Dolmetscherin Alma Rosing. Am 1. Juli 1978 heiratete er die Tourismuschefin Lise Egede Hegelund (* 1952).
Er studierte bis 1970 an der Sorø Akademi. 1978 schloss er als erster Grönländer ein Medizinstudium an der Universität Kopenhagen ab. Von 1978 bis 1983 war er Arzt im Krankenhaus in Nuuk. Von 1983 bis 1985 war er in Sisimiut tätig, bevor er dort zum Distriktsarzt ernannt wurde, wo er bis 1989 blieb.
Ove Rosing Olsen kandidierte erstmals bei der Parlamentswahl 1987, wurde aber nicht gewählt. 1989 wurde er zum Bürgermeister der Gemeinde Sisimiut gewählt. Bei der Parlamentswahl 1991 wurde er ins Inatsisartut gewählt und anschließend zum Minister für Gesundheit und Umwelt im Kabinett Johansen I ernannt, wobei er ab 1992 auch für Industrie und Handel zuständig war. Nach Ende der Legislaturperiode trat er nicht mehr an.
Stattdessen war er von 1995 bis 1998 Aufsichtsratsvorsitzender von Royal Greenland. Er hatte zahlreiche weitere Ehrenämter in Aufsichtsräten und anderen Organisationen inne. Daneben verfasste er medizinische Fachliteratur und historische Sachliteratur.